# Подграмье
Подграмье — деревня в Печорском районе Псковской области России. Входит в состав сельского поселения «Новоизборская волость».
Расположена к востоку от волостного центра, деревни Новый Изборск.

## Население
Численность населения деревни на конец 2000 года составляла 57 жителей.
| 2001 | 2002 | 2010 |
| ---- | ---- | ---- |
| 57   | ↘35  | ↘34  |